# ستيفن تشانغ
ستيفن تشانغ (بالصينية: 張致恆) (و. 1984 – م) هو ممثل، ومغني، وممثل أفلام، من جمهورية الصين الشعبية، ولد في هولندا.

## وصلات خارجية
- ستيفن تشانغ على موقع IMDb (الإنجليزية)
- ستيفن تشانغ على موقع ألو سيني (الفرنسية)
- ستيفن تشانغ على موقع ميوزك برينز (الإنجليزية)
- ستيفن تشانغ على موقع أول موفي (الإنجليزية)
- ستيفن تشانغ على موقع أول موفي (الإنجليزية)
- ستيفن تشانغ على موقع قاعدة بيانات الفيلم (الإنجليزية)
- ستيفن تشانغ على موقع كينوبويسك (الروسية)